# Rhodomyrtus locellata
Rhodomyrtus locellata là một loài thực vật có hoa trong Họ Đào kim nương. Loài này được (Guillaumin) Burret miêu tả khoa học đầu tiên năm 1941.